# Humphrey Wingfield
Pour les articles homonymes, voir Wingfield.
Sir Humphrey Wingfield, né en 1480 ou 1481 et mort le 23 octobre 1545, est un juriste et homme politique anglais. Il est le président de la Chambre des communes au début de la Réforme anglicane, et préside ainsi au vote de la loi qui crée l'Église d'Angleterre.

## Biographie
Il n'est encore que bébé à la mort de son père. À l'issue d'études de droit à Gray's Inn, il devient barrister (avocat), et plaide dans les cours de Londres. Il acquiert une réputation d'humaniste, et fait « éduquer de nombreux enfants dans sa maison ». En 1504 il devient juge de paix pour le comté du Suffolk ; à partir de 1509 il exerce conjointement cette fonction pour le comté de l'Essex. De 1520 à 1521 il est brièvement shérif dans le Norfolk et le Suffolk. En 1523 il est élu député de la ville d'Ipswich, près de laquelle il réside, à la Chambre des communes du Parlement d'Angleterre. Pour son élection, il bénéficie du soutien de son parent Charles Brandon, duc de Suffolk, qu'il a servi comme conseiller juridique, ainsi que de l'approbation du cardinal Thomas Wolsey, lord chancelier du roi Henri VIII. En 1529 il siège comme député de Great Yarmouth.
Cette même année, Thomas Wolsey le nomme juge à la Cour de la Chancellerie, qui applique les principes de l’equity. Quelques mois plus tard, Wolsey engage Humphrey Wingfield et six autres avocats pour assurer sa défense face à des accusations de praemunire - c'est-à-dire que Wolsey est accusé, en tant que cardinal, d'obéir au pape plutôt qu'au roi. Wolsey est toutefois jugé coupable et en septembre 1530, Humphrey Wingfield est membre d'une commission de juristes qui décident que les terres du cardinal dans le Suffolk, étant liées à sa fonction, ne lui appartiennent plus et reviennent au roi.
Le parlement élu en 1529 siège jusqu'en 1536 : C'est le « Parlement de la Réforme ». Humphrey Wingfield est élu président (speaker) de la Chambre des communes pour la session qui débute en février 1533, succédant à Thomas Audley qui a été élevé au poste de lord chancelier. Wingfield conserve la présidence de la Chambre jusqu'à la dissolution de ce parlement en avril 1536. Au moment de son accès à la présidence, il est fait chevalier par le roi « dans une cérémonie haute en couleur à laquelle assistent le nonce apostolique et l'ambassadeur de France ». Il préside la Chambre lorsque celle-ci adopte les premières grandes lois de la Réforme anglicane : la loi d'Appels de 1533 qui abroge l'autorité juridique du pape en matière religieuse en Angleterre et y substitue celle du roi ; la loi de 1534 qui abroge le paiement du denier de Saint-Pierre au Saint-Siège ; la loi de succession de 1534 ; la loi de Suprématie de 1534 qui fait du roi le seul chef de l'Église en Angleterre, la séparant ainsi de l'Église catholique romaine ; et la loi de trahisons de 1534 qui punit de mort le fait de nier la suprématie du roi en matière religieuse.
Il est très certainement réélu député pour le parlement de juin 1536, et est nommé membre d'une commission chargée d'« examiner » les monastères du Norfolk et du Suffolk en amont de leur dissolution voulue par le roi. En juin 1537 il est récompensé par l'octroi de propriétés confisquées aux monastères à Dedham, dans l'Essex, et à Stutton dans le Suffolk. Les archives n'indiquent pas s'il est membre du parlement du 1539, mais il y siège à nouveau pour Great Yarmouth en 1542. Réélu une dernière fois en janvier 1545, il démissionne toutefois immédiatement pour raison de santé.